# カースティ・アレイ
カースティ・アレイ（Kirstie Alley, 1951年1月12日 - 2022年12月5日）は、アメリカ合衆国カンザス州生まれの女優。

## 来歴
1951年にカンザス州ウィチタに生まれる。母親は主婦で父親は材木会社で働いていた。母親は1981年に飲酒運転の車との交通事故で他界している。地元の高校に在籍中はチアリーダーとして活躍。その後、カンザス州立大学とカンザス大学へ進学するが、女優業に専念するため中退している。
1982年に人気テレビシリーズを映画化した続編『スタートレックII カーンの逆襲』で映画デビュー。その後もテレビドラマや映画などへ出演し、日本でもジョン・トラボルタ共演のコメディ映画『ベイビー・トーク』などの出演で知られている。人気シチュエーション・コメディ『チアーズ』でその人気を不動のものにして、6年間レギュラー出演を果たした。なお、同作品の出演においてはゴールデングローブ賞とエミー賞の両方を獲得している。
2022年12月5日、癌のため死去。

### 私生活
1983年にテレビ俳優のパーカー・スティーヴンソンと結婚しているが、1997年に離婚した。
2010年よりダイエット食品オーガニック・リエゾンを使用することによって2011年9月までに45キロ減に成功し、話題となった。
またかつてはメソジストであったが、その後はトム・クルーズやジョン・トラボルタも入信する“サイエントロジー”を信仰するサイエントロジストとなった。かつて薬物常習者として中毒に苦しんだが、更生プログラムなどを経て克服している。

## 出演作品

### 映画
| 公開年 | 邦題 原題                                                                  | 役名                           | 備考           |
| ------ | -------------------------------------------------------------------------- | ------------------------------ | -------------- |
| 1982   | スタートレックII カーンの逆襲 Star Trek: The Wrath of Khan                 | サーヴィック                   |                |
| 1983   | ワン・モア・チャンス One More Chance                                       | シェイラ                       |                |
| 1984   | チャンピオンズ Champions                                                   | バーバラ                       |                |
| 1984   | スキャンダル・ゲーム Sins of the Past                                      | パトリシア                     | テレビ映画     |
| 1984   | ブラインドデート -盲目の目撃者- Blind Date                                 | クレア・シンプソン             |                |
| 1984   | 未来警察 Runaway                                                           | ジャッキー                     |                |
| 1986   | L.A. 恋愛大作戦/プールサイド・ダンディ Prince of Bel Air                   | ジェイミー・ハリソン           | テレビ映画     |
| 1986   | ラスベガス大捜査線 Stark: Mirror Image                                     | マギー・カーター               | テレビ映画     |
| 1987   | サマースクール Summer School                                               | ロビン・エリザベス・ビショップ |                |
| 1988   | 影なき男 Shoot to Kill                                                     | サラ                           |                |
| 1989   | 愛の宅配-ピザ・ボーイ Loverboy                                             | ジョイス・パルマー             |                |
| 1989   | ベイビー・トーク Look Who's Talking                                        | モリー                         |                |
| 1990   | マッド・ハウス/珍入者撃退作戦 Madhouse                                     | ジェシー・バニスター           |                |
| 1990   | マージョリーの告白 Sibling Rivalry                                         | マージョリー・ターナー         |                |
| 1990   | リトル★ダイナマイツ/ベイビー・トークTOO Look Who's Talking Too             | モリー                         |                |
| 1993   | ワンダフルファミリー/ ベイビートーク3 Look Who's Talking Now               | モリー                         |                |
| 1995   | 光る眼 Village of the Damned                                               | スーザン・バーナー博士         |                |
| 1995   | ひとりっ娘2 It Takes Two                                                   | ダイアン・バロウズ             |                |
| 1996   | スタンド・バイ・ミー・リベンジャーズ/ 僕たちが銃を握った日 Sticks & Stones | ジョーイの母                   |                |
| 1997   | ネヴァダ Nevada                                                            | マクギル                       |                |
| 1997   | ラストドン The Last Don                                                    | ローズ・マリー                 | テレビ映画     |
| 1997   | 地球は女で回ってる Deconstructing Harry                                    | ジョーン                       |                |
| 1997   | ボクらの味方/ 素敵なフェアリー Toothless                                   | キャサリン                     | テレビ映画     |
| 1997   | 大富豪、大貧民 For Richer or Poorer                                        | キャロライン・セクストン       |                |
| 1998   | ラストドン2 The Last Don II                                                | ローズ・マリー                 | テレビ映画     |
| 1999   | わたしが美しくなった100の秘密 Drop Dead Gorgeous                           | グラディス                     |                |
| 2013   | マイ・デンジャラス・ビューティー Syrup                                     | 本人役                         | 日本劇場未公開 |
| 2013   | チャイルド・ロンダリング ～消えるこどもたち～ Baby Sellers                 | Carla Huxley                   | テレビ映画     |
| 2020   | アフター・ザ・レイプ -判決の行方- You Can't Take My Daughter               | Suzanne                        | テレビ映画     |

### テレビシリーズ
| 放映年    | 邦題 原題                                         | 役名                     | 備考                                                    |
| --------- | ------------------------------------------------- | ------------------------ | ------------------------------------------------------- |
| 1985      | 南北戦争物語 愛と自由への大地 North and South     | Virgilia Hazard Grady    | ミニシリーズ                                            |
| 1987-1993 | チアーズ Cheers                                   | レベッカ                 | 計148話出演                                             |
| 1988      | ミッキーマウス60周年記念 Mickey's 60th Birthday   | レベッカ                 |                                                         |
| 1993      | ウイングス Wings                                  | レベッカ                 | シーズン4 第17話「I Love Brian」                        |
| 1997-2000 | ヴェロニカ's クローゼット Veronica's Closet       | ヴェロニカ・チェイス     | 計67話出演                                              |
| 2001      | 偽りのブロンド/ マリリン・モンロー Blonde         | Elsie                    | ミニシリーズ                                            |
| 2001      | ダーマ&グレッグ Dharma & Greg                     | トリシュ                 | シーズン4 第23話「ふたたび危機が…Part1」 クレジットなし |
| 2004      | WITHOUT A TRACE/FBI 失踪者を追え! Without a Trace | Noreen Raab              | シーズン2 第16話「22歳の笑顔」                          |
| 2005      | ファット・アクトレス Fat Actress                  | 本人                     | 計7話出演 リアリティ番組                                |
| 2015      | ザ・ミドル 中流家族のフツーの幸せ The Middle      | パム・スタッグス         | シーズン6 第10話「Pam Freakin' Staggs」                 |
| 2016      | フレークド Flaked                                 | ジャッキー               | 第4話「パームズ通り」 Netflixで配信                     |
| 2016      | スクリーム・クイーンズ Scream Queens              | イングリッド・ホッフェル | 計10話出演                                              |